# (4218) Demottoni
(4218) Demottoni (1988 BK3) – planetoida z grupy pasa głównego asteroid okrążająca Słońce w ciągu 3,37 lat w średniej odległości 2,25 j.a. Odkryta 16 stycznia 1988 roku.